# Urbanek Ferenc
Urbanek Ferenc, Franz Urbanek (Selmecbánya, 1790. április 2. – Pozsony, 1880. január 6.) apát-kanonok. 

## Élete
Növendékpapnak felvétetvén, a pozsonyi Emericanumba küldetett. A bölcseletet Nagyszombatban, a teologiát 1809-től Bécsben hallgatta. 1813. augusztus 8-án fölszenteltetett; ekkor hitszónok, 1815-ben karkáplán lett Pozsonyban; 1817-ben ismét hitszónok. 1819-ben Ivánkán, majd Bohunicen, 1836-ban Majtényban lett plébános. 1857. március 19-én pozsonyi kanonokká, 1866. március 3-án Szent Egyedről nevezett címzetes apáttá, majd a Ferenc József-rend lovagjává nevezetett. 
Pomológiai értekezéseket, időnkinti buzdító fölhívásokat, jelentéseket és magyar-német gyümölcsészeti lajstromokat adott ki Pozsonyban.

## Munkája
- Systematisches Verzeichniss der vorzüglichsten Kern- und Steinobstsorten, nebst Angabe der Güte, Grösze, Reifzeit und Dauer derselben, und Bemerkungen über Vegetation und Fruchtbarkeit, zum Behuf richtiger Auswahl bei Obstpflanzungen. Pressburg, 1840. (2. kiadás. Nagyszombat, 1844).